# Friedrich Kienzl
Friedrich Kienzl (* 8. Juli 1897 in Liezen, Obersteiermark; † 12. März 1981 in Berlin-Charlottenburg) war ein österreichisch-deutscher politischer Funktionär.

## Leben und Wirken
Kienzl wurde als Sohn eines österreichischen Staatsbahnbeamtens geboren. Nach dem Schulbesuch studierte er an der Philosophischen Fakultät der Universität Innsbruck. Dort tat er sich in den Jahren 1919 bis 1921 als rechtsgerichteter Studentenfunktionär hervor. So betätigte er sich zu dieser Zeit als Korrespondent der deutschvölkischen Deutschen Hochschulzeitung sowie als Sekretär des Tiroler Antisemitenbundes. Im Sommer 1920 beteiligte er sich außerdem an der Sprengung einer Vorlesung von Karl Kraus an der Innsbrucker Universität. 1921 übernahm er dann die Rolle des Organisators des Einsatzes von Innsbrucker Studenten bei den Grenzkämpfen in Oberschlesien im Rahmen des Freikorps Oberland. Während seines Studiums wurde er 1920 Mitglied der Burschenschaft Germania Innsbruck.
Um 1921 siedelte Kienzl nach München über, wo er – mit den Worten Rolf Steiningers – „die Funktion eines Art Verbindungsmannes“ der Führung des Bundes Oberland zu den Tiroler Oberlandeinheiten wahrnahm. Nach der Besetzung des Ruhrgebietes durch französische Truppen im Frühjahr 1923 war Kienzl an der Organisation des aktiven Widerstandes gegen die Besatzungstruppen beteiligt.
Als der Duisburger Bürgermeister und führende DVP-Politiker Karl Jarres im Gefolge der deutschlandweiten Arbeitskämpfe um den Achtstundentag im Jahr 1924 eine von der Ruhrindustrie finanzierte sogenannte „Zentralkommission“ ins Leben rief, deren Aufgabe es war, durch die „Bildung antikommunistischer Betriebszellen“ das Aufkommen von Streiks zu verhindern bzw. ausgebrochene Streiks niederzuschlagen, wurde Kienzl mit der Organisation und Leitung dieser Kommission betraut. Infolgedessen wurde die Kommission zum Teil auch als „Büro Kienzl“ bezeichnet. Ihren Sitz hatte die Zentralkommission in der Kaiserin-Augusta-Straße 80 in Berlin. 
Das praktische Tagesgeschäft der Zentralkommission – die Paul Heinz Dünnebacke als „weiße Betriebszellenorganisation“ charakterisiert hat – bestand darin, Informationen über die revolutionäre Arbeiterbewegung zu sammeln, insbesondere über die Kommunistische Partei und ihre angegliederten Organisationen. Dies erfolgte zum einen durch die Auswertung von Publikationen (v. a. Zeitungen und Zeitschriften) und Propagandamaterialien aus dem linken Lager (Wahlplakate, Aufrufe, Wurfzettel etc.). Zum zweiten geschah dies durch die Auswertung von Spitzelberichten. Hierzu waren in linke Kreise und Organisationen Spitzel eingeschleust worden, die der Zentralstelle über verschiedene im Lande verteilte Außenstellen ihre Informationen zusandten. Die ursprüngliche Abwehrfunktion der Kommission trat bald zugunsten einer Betätigung als privater Nachrichtendienst in den Hintergrund. Die von der Zentralkommission zusammengetragenen Erkenntnisse über die Pläne und Aktivitäten sowie die innere Struktur und Funktionsweise der linken Organisationen wurden von Kienzl und seinen Mitarbeitern schließlich an ihre Finanziers weitergeleitet, die sie für ihre Zwecke verwerteten bzw. sie als Grundlage für ihre politischen und wirtschaftlichen Entscheidungen nutzten.

## Schriften
- Die Judenfrage und die Innsbrucker Universität. In: Deutsche Hochschulzeitung. (DHZ) 11 (8. November 1919), Folge 28, S. 2 f.